# ریپوی
ریپوی (به اسپانیایی: Ripoll) یک شهرستان در اسپانیا است که در استان خرنا واقع شده‌است.

## خصوصیات
ریپوی ۷۳٫۳ کیلومترمربع مساحت و ۱۱٬۰۵۷ نفر جمعیت دارد و ۶۹۱ متر بالاتر از سطح دریا واقع شده‌است.